# Walter Franke (Fußballspieler)
Walter Franke (* 31. Oktober 1931) ist ein ehemaliger deutscher Fußballspieler, der von 1951 bis 1953 für Turbine Halle in der höchsten Spielklasse des DDR-Fußballs, der DDR-Oberliga, aktiv war. 1951/52 gehörte er zur DDR-Meistermannschaft von Turbine Halle.

## Sportliche Laufbahn
Am 9. September 1951 begann Frankes Oberligakarriere, als er am dritten Punktspiel der Saison 1951/52 von der Betriebssportgemeinschaft (BSG) Turbine Halle im Heimspiel gegen die BSG Motor Oberschöneweide (1:1) für 60 Minuten als Linksaußenstürmer eingesetzt wurde. Es blieb in dieser Saison, in der Turbine Halle Meister wurde, bei dem einen Oberligaeinsatz. Noch in der laufenden Spielzeit wechselte Franke zur Hochschulsportgemeinschaft (HSG) Wissenschaft Halle in die zweitklassige DDR-Liga. Dort bestritt er 18 Punktspiele und gehörte mit seinen fünf Toren zu den besten Schützen der HSG. Zur Saison 1952/53 kehrte Franke zur BSG Turbine zurück, war in den ersten fünf Punktspielen als Linksaußen gesetzt und schoss am dritten Spieltag gegen Lok Stendal auch sein erstes Oberligator. Danach kam er nur noch gelegentlich zum Einsatz und bestritt so in der 32 Spiele währenden Saison nur zwölf Punktspiele. Seine letzte Oberligasaison spielte Franke 1953/54, in der er nur in der Hinrunde elf Spiele absolvierte und noch einmal zu einem Torerfolg kam. Anschließend schloss sich Franke wieder der HSG Wissenschaft Halle an, die im Laufe der Spielzeit zum Sportclub aufgewertet wurde. Von 1954 bis 1957 bestritt er dort 45 Meisterschaftsspiele in der DDR-Liga und schoss 15 Tore. Mit 13 Toren war er in der Saison 1956 (Einführung des Kalenderjahr-Spielrhythmus) bester Schütze der Mannschaft. 1958 beendete Franke seine Laufbahn als Leistungssportler und ging zum Bezirksklassenvertreter (5. Liga) BSG Turbine Erfurt.